# علی سلمان
علی سلمان عالم دینی و شیعه مذهب بحرینی است که در ۳۰ اکتبر ۱۹۶۵ در بحرین متولد شد. وی از مخالفان نظام کشور بحرین و رهبر جمعیت وفاق ملی اسلامی بحرین و از رهبران اپوزیسیون شیعه آن کشور است. وی چند سال در شهر قم (در ایران) به تحصیل مشغول بوده‌است.

## فعالیت‌ها
در ماه ژانویه سال ۱۹۹۵ حاکم بحرین وی را به اجبار به دبی تبعید نمود تا یک کمپین محبوب را که خواستار بازگشت به قانون اساسی و استقرار مجدد پارلمان پس از شورش دهه ۱۹۹۰ بود را کنترل نماید. از آن پس وی برای ادامه فعالیت‌های خود به لندن رفت. او فعالیت‌های ضد رژیم خود را از لندن دنبال می‌کرد و با جنبش آزادی بحرین در ارتباط بود. سلمان در سال ۲۰۰۱، در پی عفو عمومی که به خاطر مجموعه تغییرات سیاسی توسط حمد بن عیسی داده شده بود، به بحرین بازگشت.
در جمعیت الوفاق او به عنوان یک چهره عمومی معتدل عنوان می‌شود.

## تحصیلات
او از شیعیان دوازده امامی تحصیل کرده در بحث مطالعات اسلامی در شهر قم می‌باشد. وی همچنین دارای مدرک کارشناسی ارشد ریاضیات می‌باشد.

## بازداشت
علی سلمان در روز یکشنبه ۲۸ دسامبر ۲۰۱۴ پس از انتخاب دوباره برای تصدی دبیرکلی جمعیت الوفاق، به مقر وزارت کشور بحرین احضار شده و توسط نیروهای امنیتی بازداشت شد. پس از هفت ماه حبس و با وجود درخواست‌های بین‌المللی، در روز ۱۶ ژوئن ۲۰۱۵ دادگاهی در بحرین او را به چهار سال زندان محکوم کرد. علی سلمان در این دادگاه از اتهام تلاش برای براندازی نظام تبرئه شد؛ اما اتهامات دیگری از جمله توهین به وزارت کشور و دعوت برای سرپیچی از قوانین، به او نسبت داده شد که منجر به صدور این حکم گشت.
صدور این حکم با واکنش‌های مختلف و محکومیت بین‌المللی مواجه شد. اتحادیه اروپا با صدور بیانیه‌ای ضمن انتقاد از صدور حکم زندان طولانی مدت برای علی سلمان توسط حکومت بحرین، خواستار بازنگری در حکم شد و صدور چهار سال زندان برای او را ناقض تلاش‌ها برای آشتی ملی در بحرین دانست. سازمان عفو بین‌الملل نیز با صدور بیانیه ای ضمن تأکید بر اینکه علی سلمان زندانی عقیدتی است، اعلام کرد که رژیم بحرین باید فوراً او را آزاد کند.

### حبس ابد
یکی از اتهاماتی که به علی سلمان و دو تن از نمایندگان سابق پارلمان بحرین و اعضای جمعیت الوفاق به نامهای «حسن سلطان» و «علی الاسود» نسبت داده شد، اتهام جاسوسی برای قطر در پی افشای یک مکالمه بین سلمان و حمد بن جاسم آل ثانی نخست‌وزیر سابق قطر در مارس ۲۰۱۱ در چارچوب «طرح آمریکایی برای حل بحران بحرین» بود که دادستان بحرین در روز ۲۱ ژوئن ۲۰۱۸ این سه نفر را از این اتهام نیز تبرئه نمودهو اعلام کرد که نسبت به حکم تبرئه در دادگاه تجدیدنظر اعتراض خواهد کرد. در ۲۴ اکتبر ۲۰۱۸ دادگاه بحرین حکم تبرئه این سه شهروند بحرینی از اتهام جاسوسی برای قطر را لغو و ایشان را به حبس ابد محکوم کرد. دادگاه تجدید نظر بحرین نیز در جلسه روز دوشنبه ۲۸ ژانویه ۲۰۱۹ این حکم را تأیید نمود.